# Момо (гра)

Скульптура істоти «Момо», використовувана в грі

Момо (англ. Momo) — інтерактивна текстова гра, яка поширюється переважно в месенджері WhatsApp, також у Telegram, розрахована переважно на підлітків віком 12—17 років, в якій невідомий співрозмовник із месенджера, викрадаючи дані із смартфонів користувачів, спрямовує їх до соціально небезпечних та насильницьких дій, а пізніше шантажем та залякуванням закликає їх до самогубства. Під час спілкування із співрозмовником користувач чує жахливі звуки, шепіт або плач, та бачить страхітливе зображення жінки на пташиних лапах, яке й отримало назву «Момо».

## Історія виникнення та поширення гри
Згідно повідомлень засобів масової інформації, уперше образ Момо з'явився у одній із груп у Facebook 30 червня 2018 року, найімовірніше в Мексиці, поліція якої першою заявила про небезпеку нової текстової гри, після повідомлень невідомого користувача про необхідність допомоги, який просив передзвонити на його номер телефону. Частина користувачів вирішували допомогти незнайомцю, і дзвонили за вказаним номером, що сприяло поширенню Момо по світу. За легендами, значна частина цих користувачів після отримання повідомлень від Момо протягом короткого часу покінчили життя самогубством, проте такі повідомлення ніде офіційно не підтверджені. За деякими даними, вперше образ Момо з'явився на сайті Reddit 10 липня 2018 року, а вже наступного дня один із мексиканських інтернет-сайтів опублікував розлогу статтю про нового інтернет-монстра. Пізніше встановлено, що зображення Момо — це фотографія скульптури японського художника Мідорі Хаясі, яка з'явилась у японському музеї жахів «Vanilla Gallery» ще в 2016 році, і сам телефонний номер, на який дзвонять користувачі, щоб зв'язатися з Момо, зареєстрований у Японії. 22 липня 2018 року зареєстровано перший випадок самогубства, який пов'язують із Момо — в Аргентині повісилась 12-річна дівчинка. У самогубстві дівчинки звинувачували місцевого 18-річного хлопця, з яким загибла тривалий час обговорювала свої психологічні проблеми в Інтернеті, й саме він буцімто дав їй посилання на номер, з якого можна зв'язатися з Момо. Пізніше гра поширилась на низку інших країн — США, Францію, Німеччину, швидко з'явились відеоролики з Момо німецькою та польською мовами. У кінці липня комп'ютерна гра дісталась до Росії, причому місцеві користувачі відзначають, що до них Момо зверталась російською мовою. У серпні 2018 року зафіксовані перші випадки гри в Момо в Україні, зокрема в Кривому Розі 13-річна школярка зробила спробу самогубства, хоча Національна поліція України заперечує, що якийсь із випадків самогубств в Україні пов'язаний із грою Момо.[джерело?] Пізніше встановлено, що за цією грою стоїть бот, запрограмований у Японії, який не лише розпізнає мову користувача, а є також і троянською програмою, яка краде паролі користувача, після чого зчитує з його комп'ютера всю наявну інформацію про користувача, чим і пояснюється те, що Момо відразу повідомляє користувачеві всі дані про нього. Згідно із повідомлень засобів масової інформації, цей номер, який зареєстрований у Японії, заблокований ще 11 липня.

## Опис гри
Згідно із повідомлень засобів масової інформації, гра в Момо відбувається наступним чином: користувач дзвонить на вказаний номер, після чого з ним зв'язується інший невідомий користувач, який на аватарці має зображення жінки з викривленими рисами обличчя на пташиних лапах. Він надсилає користувачам різні зображення із сценами насильства, страшні картинки, соціально небезпечні завдання, а також повідомляє мовою цього користувача, що за короткий проміжок часу він має здійснити самогубство. Іноді цей користувач сам передзвонює своєму недавньому співрозмовнику, і на другому кінці телефону чути плач, істеричний сміх або шепіт. При відмові виконувати завдання та зробити самогубство користувача починають залякувати та шантажувати. Іноді користувачу не дають якихось особливих завдань, а відразу повідомляють, що він за короткий проміжок часу має здійснити самогубство. Для вразливих людей, особливо дітей, це може стати причиною стресу та початком виникнення серйозних психологічних проблем (депресії, тривоги та безсоння), а в особливо вразливих осіб може й стати причиною самогубства.

## Боротьба із поширенням гри
Після розголосу боротьба із поширенням гри розпочалась відразу ж після появи перших сигналів про самогубства підлітків. Телефон, з якого зв'язувались із Момо в Японії, пізніше був заблокований. Поліція країн, де виявлені випадки гри в Момо, відразу ж розпочала повідомляти користувачів Інтернету про небезпеку нового комп'ютерного монстра. Не залишилась осторонь і українська поліція, яка також застерігає від контактів з Момо. Для профілактики втягнення дітей у гру Момо та інші небезпечні ігри українські психологи радять створити в сім'ї атмосферу довіри, відверто розповідати діям про небезпеки, які можуть знаходитись у мережі Інтернет, більше проводити часу з дітьми, у тому числі влаштовувати спільний відпочинок, як наприклад спільні турпоходи та рибалка, а також встановити в розумних межах контроль за контактами дитини в Інтернеті. За неможливості налагодити контакт із дитиною рекомендовано звернутися до професійного психолога.